# Carlyle Mitchell
Carlyle Mitchell (Arima, 8 agosto 1987) è un calciatore trinidadiano, difensore svincolato.

## Carriera

### Club
Ha giocato nel campionato di casa per poi trasferirsi in Canada, dove ha vestito le maglie di Vancouver Whitecaps e Edmonton.

### Nazionale
Ha esordito con la propria Nazionale nel 2010.